# ليليان دوب
ليليان دوب (بالإنجليزية: Lillian Dube)‏ (مواليد 30 سبتمبر 1945)، هي مُمثلة جنوب أفريقية. اشتهرت ليليان أكثر بعد أدائها دور «ماسيبوبي» في المُسلسل الجنوب أفريقي «أجيال» (بالإنجليزية: Generations)‏.

## أفلامُها
- مابانتسولا (بالإنجليزية: Mapantsula)‏ (1988).
- جميل وقصير (بالإنجليزية: Sweet 'n Short)‏ (1991).
- هُناك زولو على الرصيف الخاص بي (بالإنجليزية: There's a Zulu On My Stoep)‏ (1993).
- رجُل طيب في أفريقيا (بالإنجليزية: A Good Man in Africa)‏ (1994).
- بُكاء، البلد الحبيب (بالإنجليزية: Cry, the Beloved Country)‏ (1995).
- في بلدي (بالإنجليزية: In My Country)‏ (2004).
- أوو تشاكس أنا غاتفول (بالإنجليزية: Oh Schuks... I'm Gatvol)‏ (2004).
- رأس الرجاء الصالح (بالإنجليزية: Cape of Good Hope)‏ (2004).
- فاني فوريز لوبولا (بالإنجليزية: Fanie Fourie's Lobola)‏ (2013).
- المملكة المنسية (بالإنجليزية: The Forgotten Kingdom)‏ (2013).
- لا شيء لأجل ماهالا (بالإنجليزية: Nothing for Mahala)‏ (2013).
- ميا والأسد الأبيض (بالإنجليزية: Mia and the White Lion)‏ (2018).

## روابط خارجية
ليليان دوب على موقع IMDb (الإنجليزية)
- ليليان دوب على موقع ميتاكريتيك (الإنجليزية)
- ليليان دوب على موقع روتن توميتوز (الإنجليزية)
- ليليان دوب على موقع أول موفي (الإنجليزية)
- ليليان دوب على موقع قاعدة بيانات الفيلم (الإنجليزية)